# غلي تشاس (زاز الشرقي)
غلي تشاس (بالفارسية: گلی چاس) هي قرية تقع في إيران في قسم زاز الشرقي الریفي. يقدر عدد سكانها بـ 204 نسمة بحسب إحصاء 2016.